# Zoza
Zoza est une commune française située dans la circonscription départementale de la Corse-du-Sud et le territoire de la collectivité de Corse. Le village appartient à la piève de Tallano, en Alta Rocca.

## Géographie

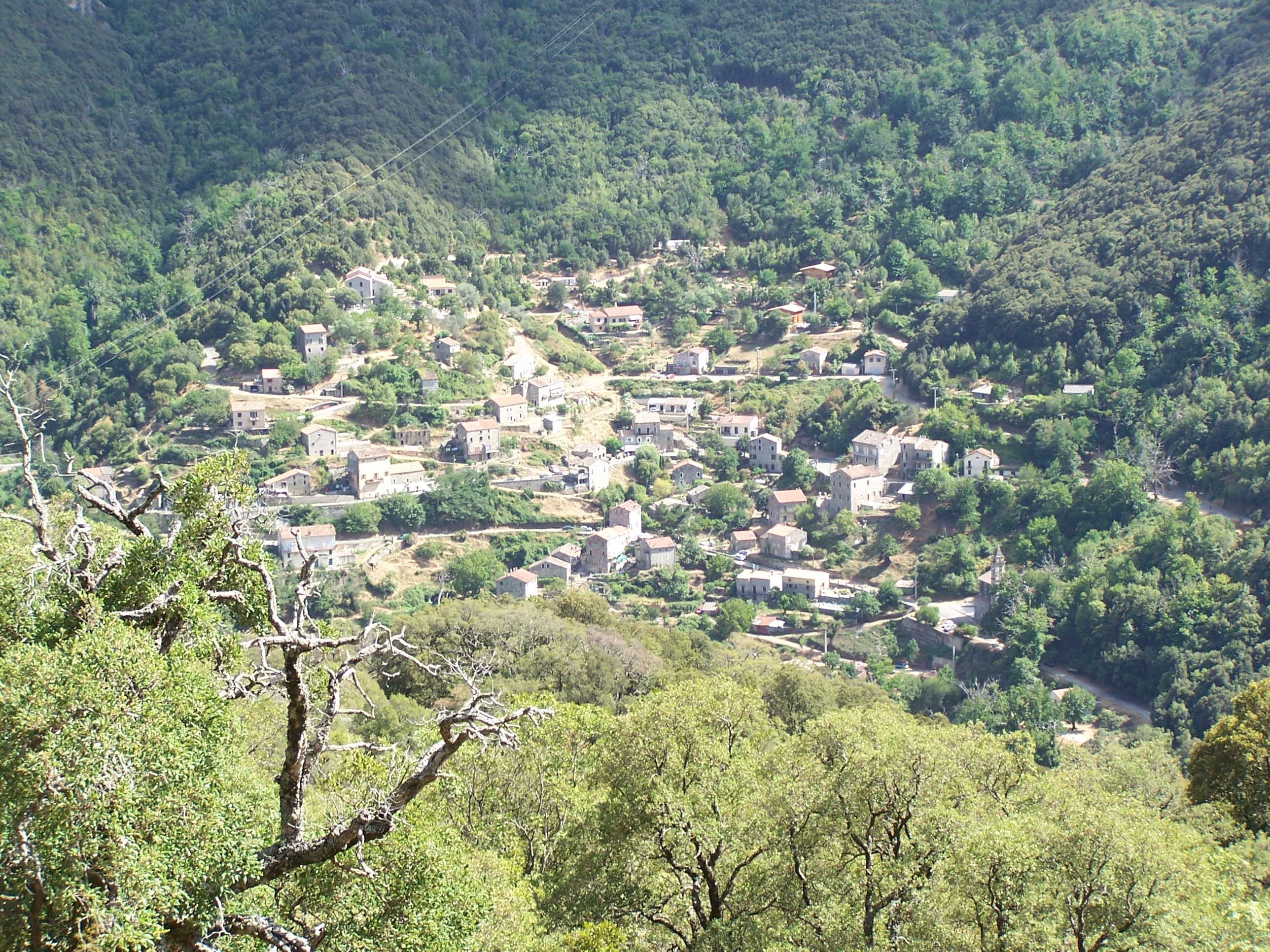
Zoza vue du maquis

Il est situé à 88 km d'Ajaccio, présente une superficie de 517 hectares et présente une altitude moyenne de 450 mètres.
Le village construit à flanc de coteau présente la particularité d'être à l'umbria, en face nord, accentuant ainsi la sensation d'être enfermé dans un impressionnant cirque montagneux, traversé par le fougueux Rizzanese. Cet environnement montagneux, bien que modeste (le culmen de la commune étant le rocher du Tafunatu 847 mètres), réduit sensiblement en hiver l'ensoleillement du village.
Au sud-ouest de la commune, un piton de 455 mètres nommé PUNTA DI CASTEDDU doit son nom à une ancienne tour carrée dont on voit encore les fondations. Construite à l'emplacement du Casteddu di Riccio, celle-ci fut nommée au XIVe siècle TORRA DI CASTEDDU et contrôlait au Moyen Âge cette portion du Rizzanese. La PUNTA DI CASTEDDU était jadis un avant-poste d'où les Corses pouvaient observer les mouvements des troupes sarrasines dans la vallée. Il existe, d'autre part, à la Punta di Casteddu, une caverne profonde qui, d'après la légende, communiquait avec le Rizzanese.
Les différents quartiers de Zoza, nommés MEZZA IN SU ou MEZZA IN GHJO, CORRENTINO, POGGIOLO, MEZZA IN SOPRA, PRETRAJOLO et CHJERCHIAJA, abritent de grandes et superbes maisons dont certaines présentent un bel appareil en granit.
Les maisons présentent les variantes de la région allant du simple casseddu aménagé en résidence d'été à la maison de maître crépie avec des balcons en passant par l'étroite demeure en forme de tour aux pierres apparentes.

## Urbanisme

### Typologie
Au 1er janvier 2024, Zoza est catégorisée commune rurale à habitat très dispersé, selon la nouvelle grille communale de densité à sept niveaux définie par l'Insee en 2022.
Elle est située hors unité urbaine. Par ailleurs la commune fait partie de l'aire d'attraction d'Ajaccio, dont elle est une commune de la couronne,. Cette aire, qui regroupe 79 communes, est catégorisée dans les aires de 50 000 à moins de 200 000 habitants,.

### Occupation des sols
L'occupation des sols de la commune, telle qu'elle ressort de la base de données européenne d'occupation biophysique des sols Corine Land Cover (CLC), est marquée par l'importance des forêts et milieux semi-naturels (99,8 % en 2018), une proportion identique à celle de 1990 (99,8 %). La répartition détaillée en 2018 est la suivante : forêts (99,8 %), zones agricoles hétérogènes (0,2 %). L'évolution de l'occupation des sols de la commune et de ses infrastructures peut être observée sur les différentes représentations cartographiques du territoire : la carte de Cassini (XVIIIe siècle), la carte d'état-major (1820-1866) et les cartes ou photos aériennes de l'IGN pour la période actuelle (1950 à aujourd'hui).

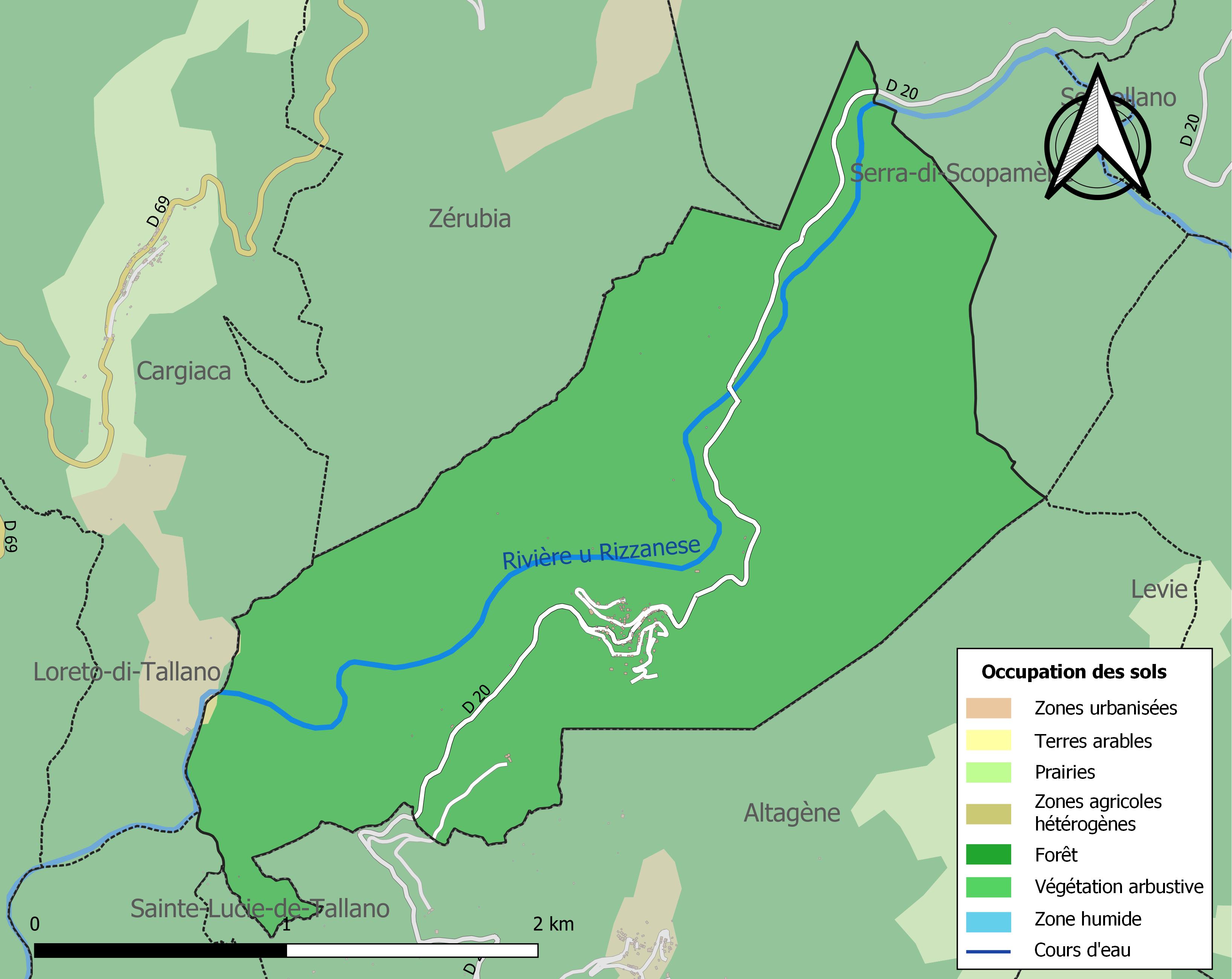
Carte des infrastructures et de l'occupation des sols de la commune en 2018 (CLC).

## Politique et administration

### Liste des maires
| Période    | Période  | Identité          | Étiquette | Qualité                                       |
| ---------- | -------- | ----------------- | --------- | --------------------------------------------- |
| avant 1988 | ?        | Charles Nicolai   |           |                                               |
| 2001       | 2008     | Paul Giuliani     |           |                                               |
| 2008       | En cours | Pierre Marcellesi | UMP-LR    | Avocat Président de la Communauté de Communes |

### Tendances politiques et résultats
Le résultat de l'élection présidentielle de 2012 dans cette commune est le suivant :
| Candidat       | Candidat                    | Premier tour | Premier tour | Second tour | Second tour |
| Candidat       | Candidat                    | Voix         | %            | Voix        | %           |
| -------------- | --------------------------- | ------------ | ------------ | ----------- | ----------- |
|                | Eva Joly (EÉLV)             | 2            | 4,17         |             |             |
|                | Marine Le Pen (FN)          | 14           | 29,17        |             |             |
|                | Nicolas Sarkozy (UMP)       | 20           | 41,67        | 36          | 69,23       |
|                | Jean-Luc Mélenchon (FG)     | 4            | 8,33         |             |             |
|                | Philippe Poutou (NPA)       | 0            | 0,00         |             |             |
|                | Nathalie Arthaud (LO)       | 2            | 4,17         |             |             |
|                | Jacques Cheminade (SP)      | 0            | 0,00         |             |             |
|                | François Bayrou (MoDem)     | 2            | 4,17         |             |             |
|                | Nicolas Dupont-Aignan (DLR) | 0            | 0,00         |             |             |
|                | François Hollande (PS)      | 4            | 8,33         | 16          | 30,77       |
|                |                             |              |              |             |             |
| Inscrits       | Inscrits                    | 76           | 100,00       | 76          | 100,00      |
| Abstentions    | Abstentions                 | 28           | 36,84        | 22          | 28,95       |
| Votants        | Votants                     | 48           | 63,16        | 54          | 71,05       |
| Blancs et nuls | Blancs et nuls              | 0            | 0,00         | 2           | 3,70        |
| Exprimés       | Exprimés                    | 48           | 100,00       | 52          | 96,30       |

Le résultat de l'élection présidentielle de 2017 dans cette commune est le suivant :
| Candidat    | Candidat                    | Premier tour | Premier tour | Deuxième tour | Deuxième tour |  |
| Candidat    | Candidat                    | %            | Voix         | %             | Voix          |  |
| ----------- | --------------------------- | ------------ | ------------ | ------------- | ------------- |  |
|             | Nicolas Dupont-Aignan (DLF) | 0,00         | 0            |               |               |  |
|             | Marine Le Pen (FN)          | 27,66        | 13           | 46,34         | 19            |  |
|             | Emmanuel Macron (EM)        | 12,77        | 6            | 53,66         | 22            |  |
|             | Benoît Hamon (PS)           | 6,38         | 3            |               |               |  |
|             | Nathalie Arthaud (LO)       | 4,26         | 2            |               |               |  |
|             | Philippe Poutou (NPA)       | 0,00         | 0            |               |               |  |
|             | Jacques Cheminade (SP)      | 0,00         | 0            |               |               |  |
|             | Jean Lassalle (RES)         | 17,02        | 8            |               |               |  |
|             | Jean-Luc Mélenchon (LFI)    | 4,26         | 2            |               |               |  |
|             | François Asselineau (UPR)   | 0,00         | 0            |               |               |  |
|             | François Fillon (LR)        | 27,66        | 13           |               |               |  |
|             |                             |              |              |               |               |  |
| Inscrits    | Inscrits                    | 82           | 100,00       | 82            | 100,00        |  |
| Abstentions | Abstentions                 | 35           | 42,68        | 34            | 41,46         |  |
| Votants     | Votants                     | 47           | 57,32        | 48            | 58,54         |  |
| Blancs      | Blancs                      | 0            | 0,00         | 7             | 14,58         |  |
| Nuls        | Nuls                        | 0            | 0,00         | 0             | 0,00          |  |
| Exprimés    | Exprimés                    | 47           | 100,00       | 41            | 85,42         |  |

## Démographie
L'évolution du nombre d'habitants est connue à travers les recensements de la population effectués dans la commune depuis 1800. Pour les communes de moins de 10 000 habitants, une enquête de recensement portant sur toute la population est réalisée tous les cinq ans, les populations de référence des années intermédiaires étant quant à elles estimées par interpolation ou extrapolation. Pour la commune, le premier recensement exhaustif entrant dans le cadre du nouveau dispositif a été réalisé en 2005.

En 2022, la commune comptait 66 habitants, en évolution de +22,22 % par rapport à 2016 (Corse-du-Sud : +7,61 %, France hors Mayotte : +2,11 %).
| 1800 | 1806 | 1821 | 1831 | 1836 | 1841 | 1846 | 1851 | 1856 |
| ---- | ---- | ---- | ---- | ---- | ---- | ---- | ---- | ---- |
| 194  | 178  | 192  | 201  | 211  | 208  | 227  | 217  | 202  |

| 1861 | 1866 | 1872 | 1876 | 1881 | 1886 | 1891 | 1896 | 1901 |
| ---- | ---- | ---- | ---- | ---- | ---- | ---- | ---- | ---- |
| 240  | 260  | 240  | 260  | 274  | 269  | 269  | 286  | 211  |

| 1906 | 1911 | 1921 | 1926 | 1931 | 1936 | 1946 | 1954 | 1962 |
| ---- | ---- | ---- | ---- | ---- | ---- | ---- | ---- | ---- |
| 210  | 209  | 197  | 231  | 233  | 240  | 230  | 200  | 117  |

| 1968 | 1975 | 1982 | 1990 | 1999 | 2005 | 2006 | 2010 | 2015 |
| ---- | ---- | ---- | ---- | ---- | ---- | ---- | ---- | ---- |
| 84   | 80   | 67   | 55   | 51   | 61   | 62   | 53   | 53   |

| 2020 | 2022 | - | - | - | - | - | - | - |
| ---- | ---- | - | - | - | - | - | - | - |
| 66   | 66   | - | - | - | - | - | - | - |

## Lieux et monuments
- Église Sainte-Marguerite de Zoza. Elle est inscrite à l'Inventaire général du patrimoine culturel[12].